# El Langui
Juan Manuel Montilla Macarrón (Madrid, 1 de noviembre de 1979), más conocido como El Langui, es un actor, rapero y jugador de bochas adaptadas español. Formó parte del grupo La Excepción.

## Biografía
En 2008 participó en la película El truco del manco, por la que consiguió un año después el premio Goya al mejor actor revelación así como el premio Goya a la mejor canción. También es autor de un podcast llamado Radio Taraská.
En 2010 colaboró en el tema de Andrés Calamaro «Te extraño», del álbum On the Rock y publicó un libro con relatos sobre su barrio.
Fue invitado en múltiples ocasiones al programa Buenafuente, en especial en su última etapa, donde llegó a participar en la sección Super Pollos, en la cual Andreu y Berto contaban y criticaban la situación política y económica actual, mezclada con otros asuntos propios del programa, todo ello cantando a ritmo de rap.
Ha colaborado en el programa de Levántate y Cárdenas por las mañanas y también ha colaborado en las madrugadas en el programa La noche es nuestra en la radio Europa FM del grupo Atresmedia.
En 2014, actuó en la serie el Chiringuito de Pepe, la serie de Telecinco interpretando a Vicente.

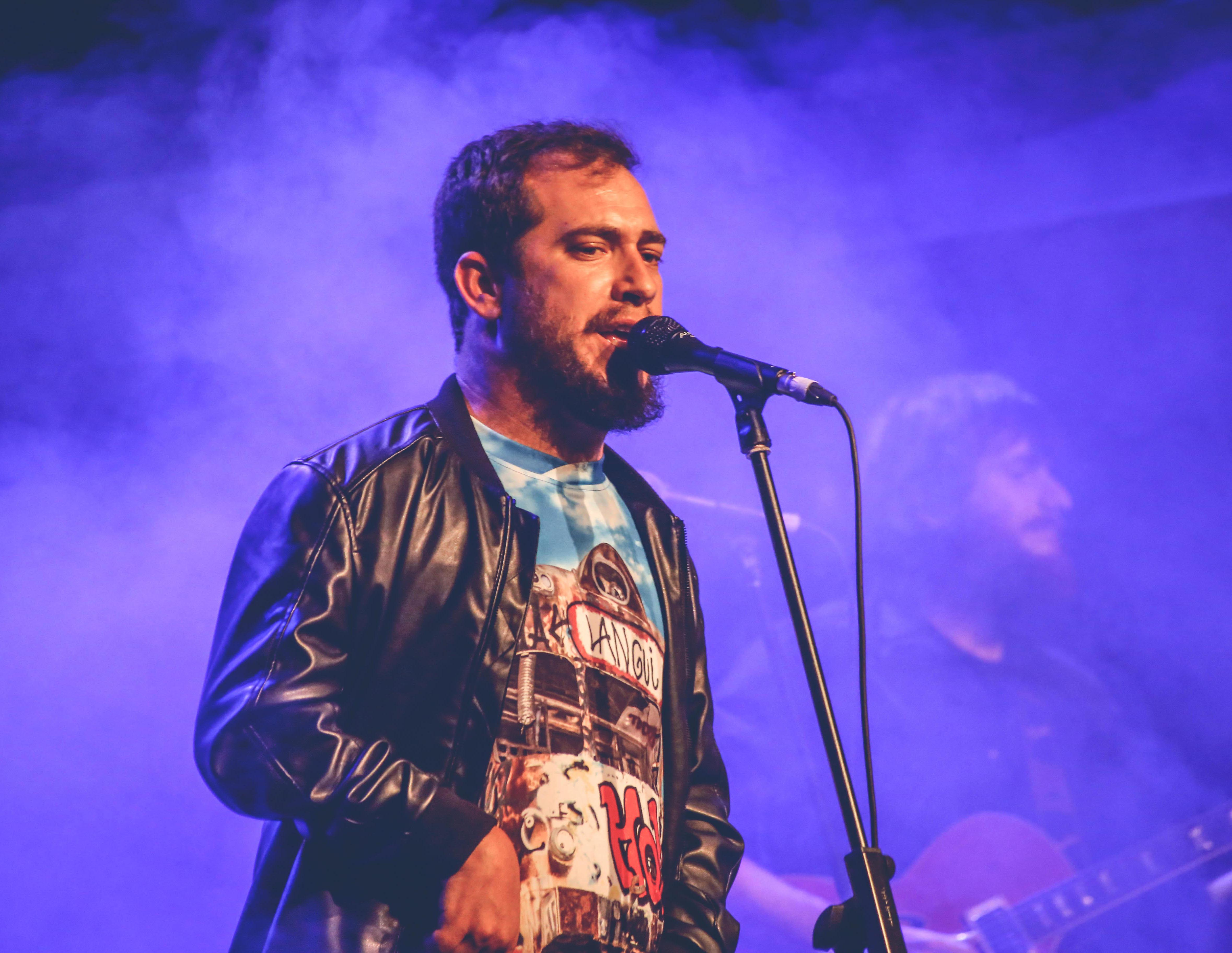
El Langui en un concierto en 2016

En 2017, El Langui y Coro Encanto participaron en la campaña 12 Meses de Mediaset España con la canción «Se buscan valientes» de concienciación contra el acoso escolar.
En 2018, volvió como actor para la serie de Atresmedia: Cuerpo de élite, interpretando a Ramóń Carreño, líder de la oposición.
En lo relativo a su vida personal está casado y tiene tres hijos. El Langui tiene parálisis cerebral, un trastorno que puede ser causado por la falta de oxígeno durante el parto.
En 2025 conoció a José Rufino, algo que le dejó impactado y fomentó su curiosidad por el mundo de las alarmas,  de ahí  partió la idea de su próxima  película "Con el Rufi en los talones" su mas hilarante comedia.
En 2025 se proclamó campeón de España de bochas adaptadas, declarando que su objetivo es asistir a los Juegos Paralímpicos de Los Ángeles 2028.

## Discografía
Álbumes (con La Excepción)
- En tu carrino paio (Zona Bruta, 2002)
- Cata cheli (Zona bruta, 2003)
- Aguantando el tirón (DRO/Zona bruta, 2006)
- La verdad más verdadera (Gratuito, marzo de 2009)

Álbumes (En solitario)
- Hola (2015)
- Espasticidad (2022)

Bandas sonoras originales (con La Excepción)
- B.S.O. Cobardes "Cobardes"
- B.S.O. El truco del manco "A tientas"

Colaboraciones
- Frank T "L Cojo L Negro y L Gitano" (90 Kilos, 2001).
- Souchi "Por mis malas maneras" (La Esencia 2002, 2002).
- Adoblepletina "Trágicos con el Langui" (2004).
- Jotamayúscula "Punta en blanco" (Una vida Xtra, 2004).
- Presuntos Implicados "Tenemos que hablar" (Postales, 2005).
- VV.AA. "Más que Hip Hop" (2005).
- "Quijote Hip Hop" (con Zénit, Korazón Crudo y Artes, dirección musical de Frank T).
- Los Delinqüentes "Pirata del Estrecho (con Muchachito Bombo Infierno)" (Recuerdos garrapateros de la flama y el carril, 2005).
- Frank T "Apuestas" (Sonrían por favor, 2006).
- Rosendo "Horizontes" (El endémico embustero y el incauto pertinaz, 2007).
- Muchachito Bombo Infierno "Ruido" (Visto lo visto, 2007).
- El hombre linterna "Cartoon Rock" "El Príncipe de Bell-Air" (2008).
- Josete "Recuerdos de chico" (Recuerdos de chico, 2009).
- Andrés Calamaro "Te extraño" (2010), "Cliente muerto"  (2015)
- El Chojin "Rap vs. Racismo" (El Ataque de los que observaban, 2011).
- Aldeskuido "Candela " (2011).
- Gordo master "Agua pa beber" (El Intocable, 2011)
- SFDK "La calle está candela" (Lista de invitados, 2011).
- Enrique Heredia Negri "La vida que no viví" (Mano a mano. Un tributo a Manzanero, 2012).
- DiosA "Game Over" (Almost No1. In The U.S.A (season one), 2012).
- Kiki Sound "RA-BA-NI-TOS" (Raíces y Asfalto, 2013).
- Se buscan valientes (Campaña promocional de Mediaset España, 2017), contra el acoso escolar.
- Gordo Master SFDK Langui "Los tres mosqueteros " (2022).

## Filmografía
Cine
| Año  | Película                                 | Personaje                | Director           | Género            | Duración |
| ---- | ---------------------------------------- | ------------------------ | ------------------ | ----------------- | -------- |
| 2008 | El truco del manco                       | Cuajo                    | Santiago A. Zannou | Drama             | 1h 27m   |
| 2011 | Torrente 4: Lethal Crisis (Crisis letal) | Portero equipo de presos | Santiago Segura    | Comedia           | 1h 33m   |
| 2011 | Fuga de cerebros 2: Ahora en Harvard     | Vicente                  | Carlos Therón      | Comedia romántica | 1h 46m   |
| 2014 | Torrente 5: Operación Eurovegas          | Cabañas                  | Santiago Segura    | Comedia           | 1h 45m   |
| 2018 | Que baje Dios y lo vea                   | Ramón                    | Curro Velázquez    | Comedia           | 1h 35m   |
| 2020 | La Cripta, el último secreto             | Dimas                    | Pablo Ibáñez       | Terror/Intriga    | 1h 57m   |
| 2024 | La familia Benetón                       | Lolo                     | Joaquín Mazón      | Comedia           | 1h 33m   |
| 2024 | Cuerpo escombro                          | Paco                     | Curro Velázquez    | Comedia           | 1h 30m   |

Televisión
| Año         | Serie               | Canal     | Personaje     | Notas        |
| ----------- | ------------------- | --------- | ------------- | ------------ |
| 2012        | Hospital Central    | Telecinco | Sami          | 1 episodio   |
| 2014 - 2016 | Chiringuito de Pepe | Telecinco | Vicente Leal  | 26 episodios |
| 2018        | Cuerpo de élite     | Antena 3  | Ramón Carreño | 13 episodios |
| 2023        | 30 Monedas          | HBO       |               |              |

Programas
| Año  | Serie                      | Canal     | Presentador o Invitado |
| ---- | -------------------------- | --------- | ---------------------- |
| 2014 | Un país de cuento          | TVE       | Invitado               |
| 2014 | Viajando con Chester       | Cuatro    | Invitado               |
| 2014 | Pequeños Gigantes          | Telecinco | Invitado               |
| 2015 | Órbita Laika               | La 2      | Invitado               |
| 2015 | Levántate                  | Telecinco | Invitado               |
| 2015 | José Mota presenta         | TVE       | Invitado               |
| 2016 | Operación: And the Andarán | TVE       | Invitado               |
| 2016 | Sálvame                    | Telecinco | Promocionar disco      |
| 2017 | El Acabose                 | TVE       | Invitado               |
| 2017 | Bienvenido Míster Wan-Da   | TVE       | Invitado               |
| 2019 | Donde comen dos            | TVE       | Presentador            |
| 2020 | Donde viajan dos           | TVE       | Presentador            |
| 2020 | MasterChef Celebrity       | La 1      | Invitado               |
| 2022 | ¡Viva la fiesta!           | Telecinco | Invitado               |

## Radio
- La noche es nuestra, en Europa FM como colaborador.
- Radio Taraská, Radio 3 de RNE como presentador.

## Libros
- 16 escalones antes de irme a la cama (2009).
- Pan Bendito. Un barrio con mucha miga (2010).
- Cómo ser un imperfecto feliz (2014)

## Premios

### Premios Goya
| Año  | Categoría                             | Película           | Resultado |
| ---- | ------------------------------------- | ------------------ | --------- |
| 2008 | Premio Goya al mejor actor revelación | El truco del manco | Ganador   |
| 2008 | Mejor canción original                | El truco del manco | Ganador   |

### MTV Europe Music Awards
| Año  | Categoría                        | Trabajo                               | Resultado |
| ---- | -------------------------------- | ------------------------------------- | --------- |
| 2006 | Mejor artista o grupo revelación | Trayectoria con el grupo La Excepción | Ganador   |